# 通孔 (电学)

不同类型的通孔：
（1）通孔。
（2）盲孔。
（3）埋孔。
灰色与绿色层为非导电层，橙色薄层与红色通孔为导电层。

通孔（英语：via）是指印刷电路板或集成电路中两个或多个金属层之间的电连接。本质上，通孔是一个贯穿两个或多个相邻层的小孔，该孔通过金属（通常为铜）电镀形成，进而穿过绝缘层实现电连接。
在印刷电路板制造过程中，通孔是一个重要的考量因素。作为穿越多个层的垂直结构，通孔的设计方式与大多数电路板其他部分不同，这增加了出错的风险。通孔对层间对准（即“对准精度”）的要求最为严格。其制造采用与其他功能不同的工具，而这些工具通常具有较低的公差。如果孔位或任一层稍有偏移，就可能造成错误的电连接，而这种问题往往在表面不可见。在钻孔完成后，还需在其内壁敷设导电材料，而不是仅仅在铜层上留下导电材料。即便电路板在最初阶段质量良好，通孔也可能因对热的反应不同于周围基材而在后期出现问题。此外，通孔在电阻抗上也构成不连续，可能影响信号完整性。

## 在印刷电路板中

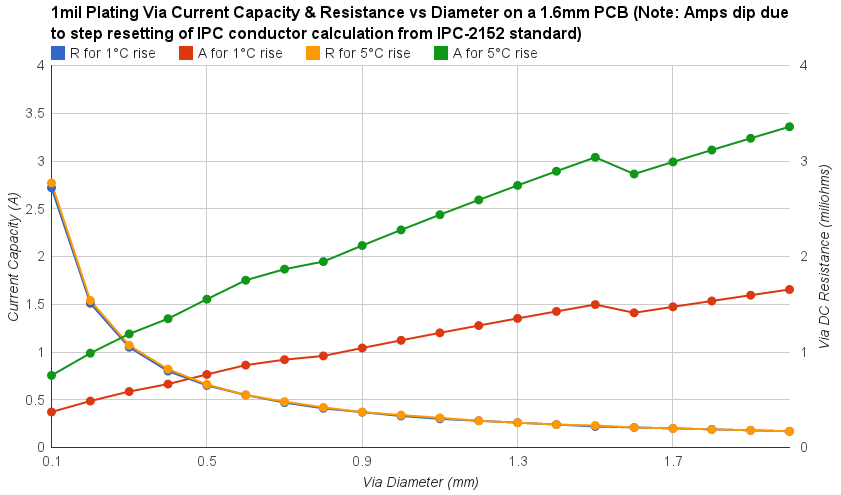
PCB通孔的电流承载能力图表，显示在1.6毫米PCB上，1mil电镀通孔的电流容量与电阻随孔径的变化。

在印刷电路板（PCB）设计中，通孔由两个分别位于不同铜层上的焊盘构成，这两个焊盘通过电路板上的一个孔电连接。该孔通过电镀方式导电，或使用金属管或铆钉衬套。高密度多层PCB可能包含微通孔：盲孔仅在电路板一侧暴露，而埋孔则连接内部层，并不在任一表面可见。热通孔用于从功率器件中导出热量，通常以一组约十个的方式布置。
通孔通常由以下部分组成：
1. 孔壁（Barrel）——填充钻孔的导电管
2. 焊盘（Pad）——连接孔壁与元器件、平面或线路
3. 防焊垫（Antipad）——孔壁与非连接金属层之间的避空孔

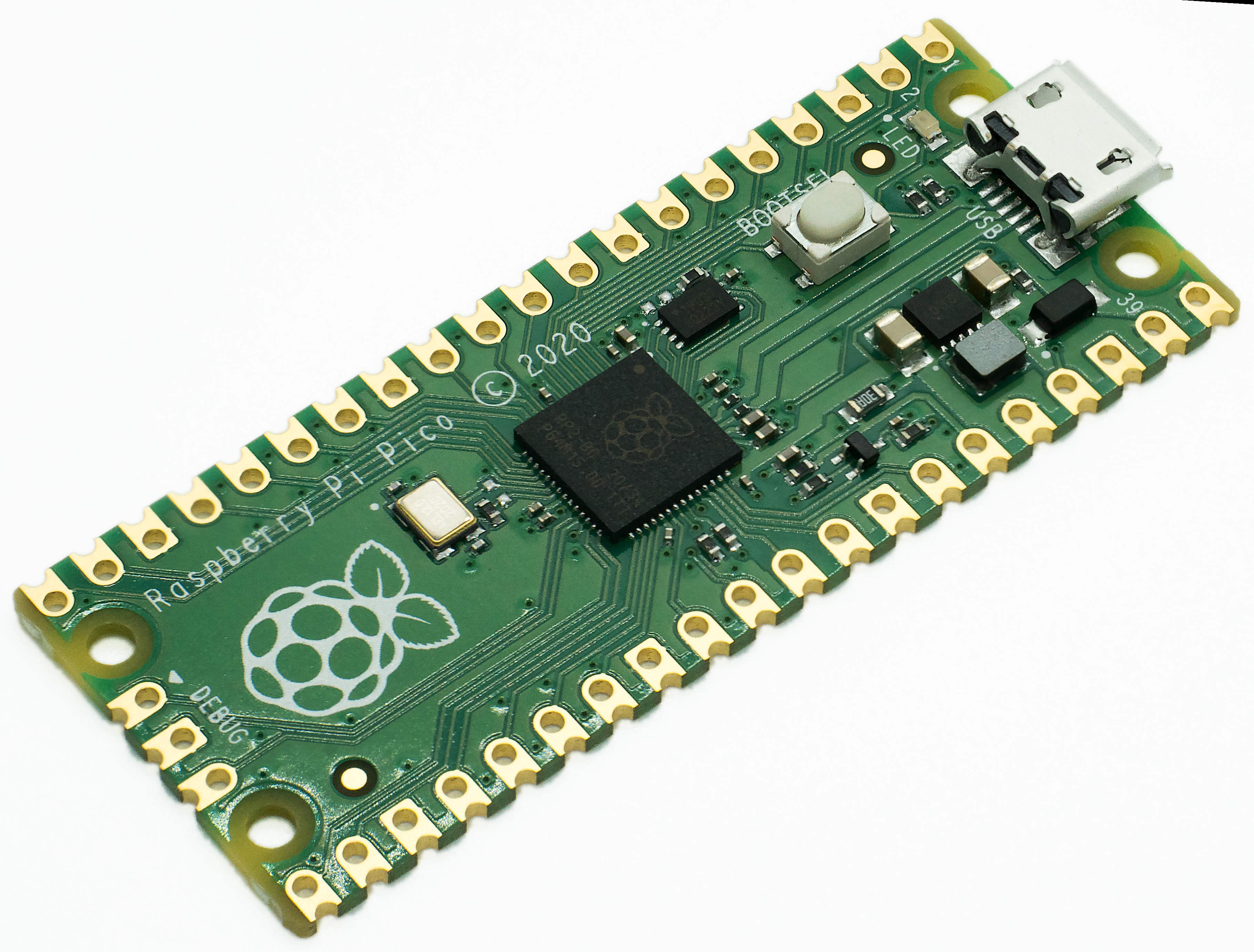
带有半孔的树莓派Pico

通孔有时也被称为PTV（镀通孔），但不应与“镀通洞”（PTH）混淆。通孔用于PCB铜层之间的连接，而PTH通常比通孔大，用于插入非表面贴装（SMT）元件的引脚，如电阻、电容或双列直插式封装（DIP）IC。PTH也可用于机械连接孔，而通孔通常不可。PTH的另一种用途是半孔（castellated hole），即将PTH设置在电路板边缘，面板化过程中将其切割为一半，这样一块电路板便可焊接至另一块电路板，实现机械与电气连接。
右图展示了三种主要类型的通孔。制造PCB的基本步骤包括：制作并层叠基材材料；钻孔并电镀通孔；使用光刻和蚀刻形成铜线路图案。按照此标准流程，可实现的通孔配置通常限于通孔。使用激光等深度控制钻孔技术，可实现更多样化的通孔类型。激光钻孔还能打出更小、更精确的孔，优于机械钻孔。PCB制造通常从所谓的“核心层”开始，即一块基本的双面PCB。其余层数在此基础上叠加构建。如果从核心层底部连续堆叠两个新层，即可形成1-2通孔、1-3通孔及通洞。每一层堆叠时都需单独钻孔以制造通孔。如果一个层在核心层上方堆叠，另一个层从底部堆叠，则可能的通孔配置为1-3、2-3和通孔。用户需了解PCB制造商所支持的叠层方式及通孔类型。对于低成本电路板，通常仅使用通洞，在不应连接通孔的层上添加防焊垫（或避空孔）以隔离。

## IPC 4761
IPC 4761标准定义了以下几种通孔类型：
- 类型I：覆盖通孔（Tented via）
- 类型II：覆盖与遮蔽通孔（Tented & covered via）
- 类型III-a：一侧封堵（非导电材料）的封堵通孔（Plugged via）
- 类型III-b：双侧封堵（非导电材料）的封堵通孔
- 类型IV-a：一侧封堵并遮蔽（湿式阻焊剂）的封堵通孔
- 类型IV-b：双侧封堵并遮蔽（湿式阻焊剂）的封堵通孔
- 类型V：填充通孔（使用非导电膏体填充）
- 类型VI-a：一侧遮蔽（干膜或湿式阻焊剂）的填充通孔
- 类型VI-b：双侧遮蔽的填充通孔
- 类型VII：双侧加盖（铜覆盖）并填充（非导电膏体）的通孔

## 失效行为
在制作良好的前提下，PCB通孔主要因铜电镀层与PCB在垂直方向（Z轴）上的热膨胀/收缩差异而失效。该差异会在铜电镀层中引发循环疲劳，最终导致裂纹扩展并形成电开路。多种设计、材料与环境参数都会影响这一退化过程的速率。为确保通孔的可靠性，IPC组织了一项循环测试项目，开发了通孔失效时间计算器。

## 集成电路中的通孔
在集成电路（IC）设计中，通孔是位于绝缘氧化层中的小开口，用于实现不同金属层之间的导电连接。贯穿整个硅晶圆或晶粒的通孔称为芯片通孔或硅通孔（TSV）。玻璃通孔（TGV）因其在封装中的电损耗小于硅材料而被康宁公司研究应用于半导体封装。连接最底层金属至扩散层或多晶硅的通孔通常被称为“接触”（contact）。

## 图集
- 多层电路板上的镀通孔（放大）
- CAD中的双层电镀示意图。通孔使EDA布图成为可能。
底层 – 红色
顶层 – 蓝色
- 镀通孔的电镀结构：
上 – 顶层
下 – 底层

- 多层通孔的截面图
- 小金属圆点即为通孔
- 无可见孔的填充通孔

## 相关
- 通孔技术（THT）
- 表面贴装技术(SMT)
- 硅通孔(TSV)
- 通孔围栏（英语：Via fence）
- 引线穿通封装（英语：Feedthrough）

## 注脚
1. ↑  每个核心层一组通孔。虽然成本较高，但可通过增加核心层和层压步骤实现盲孔或埋孔。也可通过反钻去除孔内一侧的电镀，使其在物理上仍为通孔，但在电气上等效为盲孔。若PCB层数较多以致需要盲孔和埋孔，则也往往需要激光钻的微通孔以满足较小走线与高密度的需求。